# Oxy-Chrom-Dravit
Das Mineral Oxy-Chrom-Dravit ist ein sehr seltenes Ringsilikat aus der Turmalingruppe mit der idealisierten chemischen Zusammensetzung NaCr3+3(Cr3+4Mg2)(Si6O18)(BO3)3(OH)3O.
Anhand äußerer Kennzeichen ist Oxy-Chrom-Dravit nicht von anderen Chrom- oder Vanadium-haltigen Turmalinen zu unterscheiden. Er kristallisiert mit trigonaler Symmetrie und bildet grüne, prismatische Kristalle von unter einem Millimeter Größe. Im Dünnschliff erscheinen sie smaragdgrün bis gelbgrün. Wie alle Minerale der Turmalingruppe ist Oxy-Chrom-Dravit pyroelektrisch und piezoelektrisch.
Die Typlokalität sind metamorphe Quarzite im Pereval Marmor-Steinbruch in der Umgebung von Slyudyanka am Südende des Baikalsees in der Oblast Irkutsk, Russland.

## Etymologie und Geschichte
Den ersten Chromturmalin beschrieben Alfonso Cossa und Andreas Arzruni bereits 1883. Die Proben aus dem Ural wurden 1977 erneut untersucht, wobei die hohen Chromgehalte nicht bestätigt werden konnten und der Turmalin als chromhaltiger Dravit charakterisiert wurde.
Ende der 1980er Jahre beschrieben russische Mineralogen sehr chrom- und vanadiumreiche Minerale aus granulithfaziellen Metakarbonatgesteinen und Quarziten des Sludyanka Kristallinkomplexes am Südende des Baikalsees. Chromreiche Turmaline dieses Vorkommens wurden 2004 von Ferdinando Bosi und Mitarbeitern in Rom untersucht. Sie beschrieben einen chromreichen Alkali-Oxy-Turmalin, den sie noch als Chrom-Dravit bezeichneten. Dies korrigierten sie sieben Jahre später und benannten den neuen Turmalin nach seiner Zusammensetzung Oxy-Chrom-Dravit.

## Klassifikation
In der strukturellen Klassifikation der IMA gehört Oxy-Chrom-Dravit zusammen mit Bosiit, Chromo-Alumino-Povondrait, Maruyamait, Oxy-Dravit, Oxy-Schörl, Oxy-Vanadium-Dravit, Povondrait, Princivalleit, Vanadio-Oxy-Dravit und Vanadio-Oxy-Chrom-Dravit zur Alkali-Untergruppe 3 in der Turmalinobergruppe.
Da Oxy-Chrom-Dravit erst 2012 als eigenständige Mineralart anerkannt wurde, ist er weder in der veralteten 8. Auflage noch in der von der International Mineralogical Association (IMA) zuletzt 2009 aktualisierten 9. Auflage der Strunz’schen Mineralsystematik verzeichnet. Auch die vorwiegend im englischen Sprachraum gebräuchliche Systematik der Minerale nach Dana kennt den Oxy-Chrom-Dravit noch nicht.
Das zuletzt 2018 überarbeitete und aktualisierte Lapis-Mineralienverzeichnis nach Stefan Weiß, das sich aus Rücksicht auf private Sammler und institutionelle Sammlungen noch nach der alten Form der Systematik von Karl Hugo Strunz in der 8. Auflage richtet, führt das Mineral unter dem Namen Oxy-Chromdravid mit der System- und Mineral-Nr. VIII/E.19-028 auf. In der „Lapis-Systematik“ entspricht dies der Klasse der „Silikate“ und dort der Abteilung „Ringsilikate“, wo Oxy-Chrom-Dravit zusammen mit Adachiit, Bosiit, Chrom-Dravit, Chromo-Alumino-Povondrait, Darrellhenryit, Dravit, Elbait, Feruvit, Fluor-Buergerit, Fluor-Dravit, Fluor-Elbait, Fluor-Liddicoatit, Fluor-Schörl, Fluor-Tsilaisit, Fluor-Uvit, Foitit, Lucchesiit, Luinait-(OH) (diskreditiert), Magnesio-Foitit, Maruyamait, Olenit, Oxy-Dravit, Oxy-Foitit, Oxy-Schörl, Oxy-Vanadium-Dravit, Povondrait, Rossmanit, Schörl, Tsilaisit, Uvit, Vanadio-Oxy-Chrom-Dravit und Vanadio-Oxy-Dravit die „Turmalingruppe“ mit der Systemnummer VIII/E.19 bildet.
Die von der Mineraldatenbank „Mindat.org“ weitergeführte Strunz-Klassifikation der 9. Auflage ordnet den Oxy-Chrom-Dravit ebenfalls in die Abteilung der „Ringsilikate“ (Cyclosilicate), genauer in die Unterabteilung „[Si6O18]12−-Sechser-Einfachringe mit inselartigen, komplexen Anionen“ (englisch [Si6O18]12− 6-membered single rings, with insular complex anions), wo er zusammen mit Chrom-Dravit, Chromo-Alumino-Povondrait, Dravit, Elbait, Feruvit, Fluor-Buergerit, Fluor-Dravit, Fluor-Elbait, Fluor-Liddicoatit, Fluor-Rossmanit, Fluor-Tsilaisit, Fluor-Uvit, Foitit, Liddicoatit, Lucchesiit, Luinait-(OH), Magnesio-Foitit, Magnesio-Lucchesiit, Maruyamait, Olenit, Oxy-Dravit, Oxy-Foitit, Oxy-Rossmanit, Oxy-Schörl, Oxy-Uvit, Oxy-Vanadium-Dravit, Povondrait, Rossmanit, Schörl, Tsilaisit, Vanadio-Oxy-Chrom-Dravit, Vanadio-Oxy-Dravit, Uvit eine unbenannte Gruppe mit der Systemnummer 9.CK.05 bildet (vergleiche dazu Unterabteilung „[Si6O18]12−-Sechser-Einfachringe mit inselartigen, komplexen Anionen“ in der 9. Auflage der Klassifikation nach Strunz).

## Chemismus
Oxy-Chrom-Dravit ist das Chrom-Analog von Oxy-Dravit und hat die idealisierte Zusammensetzung [X]Na[Y]Cr3+3[Z](Cr3+4Mg2)([T]Si6O18)(BO3)3[V](OH)3[W]O, wobei [X], [Y], [Z], [T], [V] und [W] die Positionen in der Turmalinstruktur sind.
Für den Oxy-Chrom-Dravit aus der Typlokalität wurde folgende Zusammensetzung bestimmt:
- [X](Na1,00K0,02)[Y](Cr3+1,95V3+0,87Mg0,14Ti4+0,04)[Z](Cr3+3,37Al0,69Mg1,93)[[T](Si5,90Al0,10)O18](BO3)3[V][(OH)2,67O0,33][W][O0,54F0,46][3]

Zwischen den Vanadium-, Chrom-, Aluminium-Oxy-Turmalinen besteht vollkommene Mischbarkeit entsprechend der Austauschreaktionen:
- [Y,Z]Cr3+ = [Y,Z]Al3+ (Chromo-Alumino-Povondrait)
- [Y,Z]Cr3+ = [Y,Z]V3+ (Vanadio-Oxy-Chrom-Dravit)

Die Eisengehalte aller Vanadium-Chrom-Oxy-Turmaline sind vernachlässigbar gering.

## Kristallstruktur
Oxy-Chrom-Dravit kristallisiert mit trigonaler Symmetrie in der Raumgruppe R3m (Raumgruppen-Nr. 160) mit 3 Formeleinheiten pro Elementarzelle. Die Gitterparameter des natürlichen Mischkristalls aus der Typlokalität sind: a = 16,1121(3) Å, c = 7,3701(1) Å.
Die Kristallstruktur ist die von Turmalin. Natrium (Na+) besetzt die von 9 Sauerstoffen umgebene X-Position, die oktaedrisch koordinierte [Y]-Position ist überwiegend mit Chrom (Cr3+) besetzt und die kleinere, ebenfalls oktaedrisch koordinierte [Z]-Position ist gemischt besetzt mit vier Cr3+ und zwei Magnesium (Mg2+). Die tetraedrisch koordinierte [T]-Position enthält Silizium (Si4+). Die [V]-Anionenposition ist vorwiegend mit (OH)− besetzt und die [W]-Anionenposition mit Sauerstoff (O2−) und Fluor (F−).

## Bildung und Fundorte

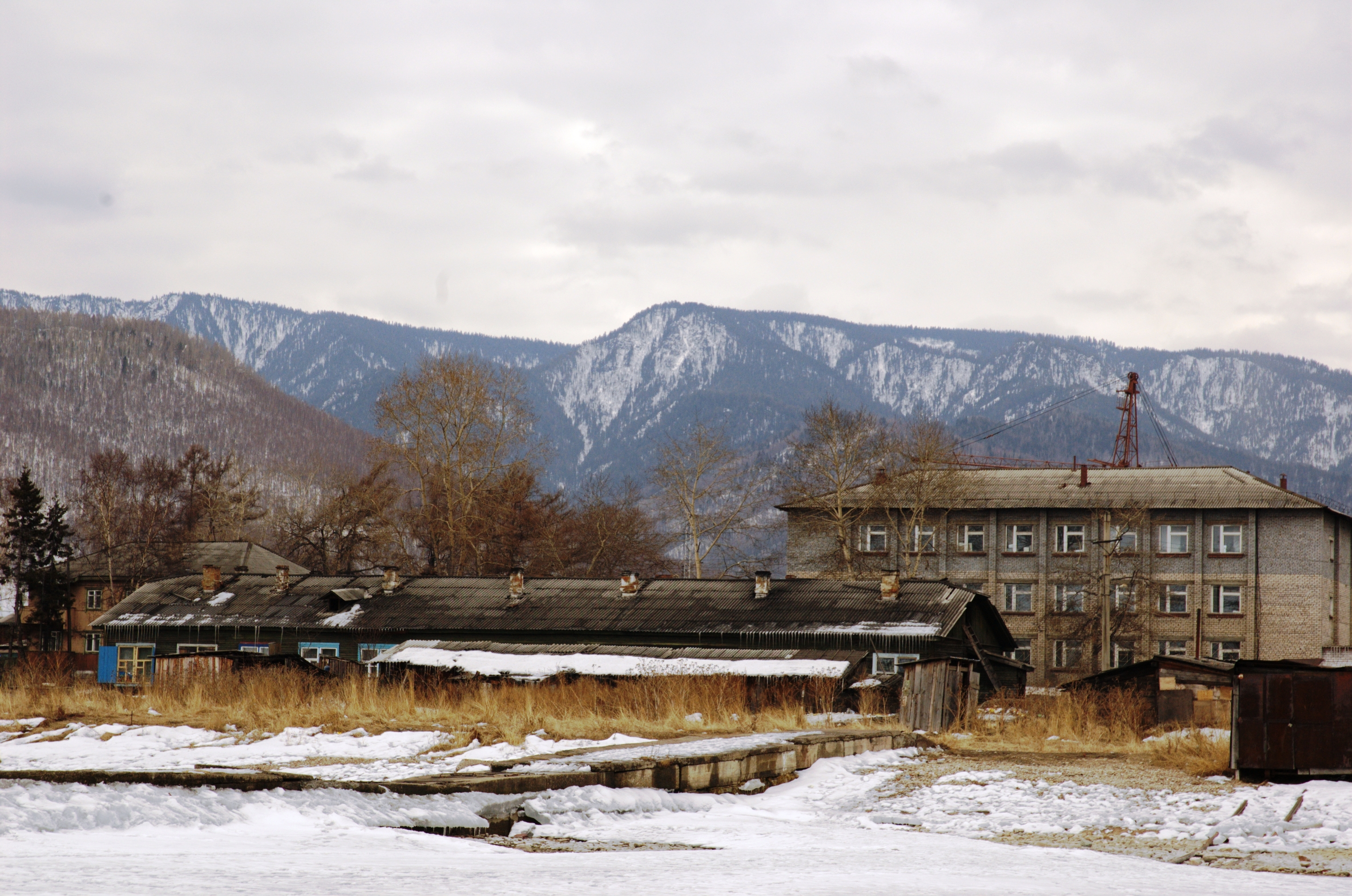
Sljudjanka im Jahr 2008, vom Baikalsee aus gesehen

Die granulitfaziellen Metasedimente in der Umgebung von Slyudyanka am Südende des Baikalsees in der Oblast Irkutsk, Russland, besonders die graphithaltigen Quarzite des Pereval  Marmor-Steinbruchs, sind die Typlokalität von zahlreichen Vanadium- und Chrom-Mineralen, darunter die Turmaline Oxy-Chrom-Dravit Chromo-Alumino-Povondrait, Vanadio-Oxy-Chrom-Dravit, Vanadio-Oxy-Dravit und Oxy-Vanadium-Dravit. In Chromphyllit-führenden Quarziten tritt Oxy-Chrom-Dravit zusammen mit Quarz, Calcit, Chromphyllit, Eskolait, Chromit, Uwarowit, chromhaltigen Phlogopit, Pyroxenen der Reihe Diopsid–Kosmochlor, Cr-haltigen Tremolit, Cr-haltigen Titanit und Rutil und Pyrit. In gebänderten Quarz-Diopsid-Fels sind die Begleitminerale Chrom- und Vanadium-haltiger Diopsid, Quarz, Calcit, Magnesiochromit und Eskolait-Karelianit-Mischkristalle.
Das einzige weitere dokumentierte Vorkommen (Stand 2022) ist die American #1 Talk-Miene bei Balmat (New York) im St. Lawrence County, New York, USA. Oxy-Chrom-Dravit tritt hier zusammen mit hellgrünem Tremolit, Quarz, Phlogopit und Fluorapatit in Talk-Tremolit-Cummingtonit-Schiefern auf.